# Шахар, Давид
Давид Шахар (17 июня 1926, Иерусалим, Палестина — 2 апреля 1997, Париж, Франция) — израильский писатель, автор нескольких романов, семитомной исторической саги с действием в Иерусалиме, четырёх сборников коротких рассказов и др.; с 1973 года — председатель Союза ивритских писателей Израиля.

## Краткая биография
Давид Шахар родился 17 июня 1926 года в Иерусалиме в семье светских сионистов, несколько поколений которой жили в Иерусалиме (согласно другой версии, в ультраортодоксальной семье выходцев из Венгрии), но воспитывался бабушкой, которая строго соблюдала религиозные традиции. Изучал литературу и психологию в Еврейском университете в Иерусалиме, занимался переводами и преподаванием. В 1950-х гг. начал литературную деятельность, получил признание в Европе, в частности во Франции, куда неоднократно ездил. Умер, предположительно, в Париже в 1997 году (см. ниже), после чего его тело было перевезено в Иерусалим. Похоронен на Масличной горе.
До конца своих дней Шахар оставался, в целом, непризнанным автором в Израиле, и, в частности, в Иерусалиме. На его погребальной церемонии собралось всего три десятка близких ему людей.

## Семья
Супруга — Шуламит Шахар (в девичестве — Вайншток), профессор общей истории. В браке родилось двое детей — сын и дочь.

## Литературная деятельность
Шахар начал писать в 50-х гг. Дебютной работой стал сборник «Al Ha-Ḥalomot» («О снах»), изданный в 1955 (по другим данным — в 1956) году. Критики и исследователи его творчества, называя автора «израильским Прустом» и «Прустом ивритской литературы», отмечают особую поэтичность и образность его произведений, не характерную для писателей на иврите того времени, нетрадиционный взгляд на современные Шахару Иерусалим и Израиль, арабско-израильские отношения, любовные коллизии, политику и семейные отношения. Его тексты пронизаны историческими и мифологическими аллюзиями и метафорами, не всегда улавливаемыми при первом прочтении.
Одной из уникальных черт творчества Шахара является отсутствие видения Иерусалима как святыни, что так характерно для израильских авторов.
Аналогии между творчеством Шахара и Пруста стали основой для написания ряда исследовательских работ, в том числе на иврите, в частности, за авторством профессора французской и мировой литературы Джулиет Хассин.

### Произведения

#### «Чертог разбитых сосудов»
«Чертог разбитых сосудов» — цикл, над которым Шахар работал около 20 лет, объедивший семь романов:
- Лето на улице Пророков (1969, издан в переводе Некода Зингера на русский в 2004 году в издательстве «Мосты культуры — Гешарим»)
- Путешествие в Ур Халдейский (1971, издан в переводе Некода Зингера на русский в 2003 году в издательстве «Мосты культуры — Гешарим»[16])
- День графини (1976)
- Нингал (1983)
- День духов (1986)
- Сон в ночь таммуза (1988)
- Ночи Лютеции (1991)

#### Романы
- Золотой медовый месяц (1959)
- Предсказатель (1966)
- Агент его величества (1979)

#### Сборники рассказов
- О снах (1955)
- Император (1960)
- Смерть маленького бога (1970)
- Усы Папы римского (1971)

#### Прочее
- Секрет Рики (1961, детская книга)
- Масличная гора (фрагмент, издана в 1998 году)
- Лабиринт: эссе о XX веке (публицистика, сборник; издан в 2005 году)

### Награды
- Премия Премьер-министра (1969, 1978, 1991)[2].
- Премия Агнона (1973)[9].
- «Prix Medicis Etranger» (1981) (Премия Медичи, Франция)[17].
- Премия Бялика (1984)[9].
- «Commandeur dans L’Ordre des Arts et des Lettres» (Звание командора Французского Ордена Искусств, за роман «Нин-Галь»)[8]

## Интересные факты
- Речь на похоронах Шахара читал Меир Шалев по личной просьбе покойного[18].
- Есть несколько версий времени и места смерти Давида Шахара: 1997 год, Иерусалим[3]; 2 апреля 1997 года, Париж[5]; 1998 год, Париж[8].
- Существует предположение, что Давид Шахар за всю свою жизнь не покидал пределов Израиля[16]. По другим данным, Шахар часто и надолго приезжал во Францию[2][19].